# Stensjön
Stensjön – miejscowość (tätort) w Szwecji, w regionie administracyjnym (län) Jönköping, w gminie Nässjö.
Według danych Szwedzkiego Urzędu Statystycznego liczba ludności wyniosła: 244 (31 grudnia 2015), 255 (31 grudnia 2018) i 243 (31 grudnia 2019).